# Nebbegård
 Ikke at forveksle med Nebbegård (Blovstrød Sogn).
Nebbegård er en gammel hovedgård på nordsiden af Rands Fjord. Hovedbygningen er opført i 1660 og ombygget i 1770 ved Anders Møller.
Det var på Nebbegård at Valdemar Atterdag den 22. juli 1348 endelig kom til en overenskomst med de holstenske grever.
Nebbegaard Gods er på 230 hektar

## Ejere af Nebbegaard
- (før 1354) Kronen
- (1354-1401) Tue Nielsen
- (1401-1435) Henrik Limbek nr1
- (1435-1475) Claus Henriksen Limbek nr1 / Henrik Henriksen Limbek nr2
- (1475-1505) Hartvig Clausen Limbek
- (1505-1536) Claus Hartvigsen Limbek nr2
- (1536-1541) Erik Krummedige
- (1541-1557) Sidsel Rosenkrantz gift Krummedige
- (1557-1578) Birgitte Rosenkrantz
- (1578-1660) Kronen
- (1660-1693) Jens Lauridsen Risom nr1
- (1693-1694) Christian Jensen Risom
- (1694-1695) Jens Jensen Risom nr2 / Jochum Jensen Risom
- (1695-1709) Jochum Jensen Risom
- (1709-1710) Karen Lauridsdatter Bang gift (1) Risom (2) Bolvig
- (1710-1733) Enevold Madsen Bolvig
- (1733-1760) Jochum Enevoldsen Bolvig / Laurids Enevoldsen Bolvig
- (1760-1783) Laurids Enevoldsen Bolvig
- (1783-1810) Jens Christoffer Lauridsen Bolvig
- (1810-1822) Christian Høst Secher
- (1822-1842) Andreas Jepsen Bødtcher
- (1842-1846) Carl Frederik Martini
- (1846-1856) Hansen
- (1856-1867) Peter Jantzen Holst
- (1867-1871) Otto Peter Axel Basse baron Reedtz-Thott
- (1871-1873) Ernst Frederik baron Düring-Rosenkrantz
- (1873-1879) Jørgen Christian Hvenegaard
- (1879-1901) Joachim C. baron von Wedell-Wedellsborg
- (1901-1912) Johan Frederik Carøe
- (1912-1915) M. Beck
- (1915) Harald C. Juhl
- (1915-1916) A. I. Overgaard
- (1916-1918) N. P. Autzen
- (1918) S. W. Lyngbye
- (1918-1923) S. L. Christie
- (1923-1939) Egil Schou
- (1939-1955) Otto Møller
- (1955-1967) Enke Fru Aagot Møller
- (1967-2020) Johannes Gjesing
- (2020-) Johs. Andersen [kilde mangler]